# Червінка
Черві́нка (давня назва — Добра Надія) — село в Україні, у Новоархангельській селищній громаді Голованівського району Кіровоградської області. Населення становить 121 особа.

## Історія
1859 року на власницькому хуторі Червінка (Добра Надія) Єлисаветградського повіту Херсонської губернії, мешкало 106 осіб (53 чоловічої статі та 53 — жіночої), налічувалось 16 дворових господарств.

## Населення
Згідно з переписом УРСР 1989 року чисельність наявного населення села становила 119 осіб, з яких 60 чоловіків та 59 жінок, за переписом населення України 2001 року в селі мешкала 121 особа.
Мова
Розподіл населення за рідною мовою за даними перепису 2001 року:
| Мова       | Відсоток |
| ---------- | -------- |
| українська | 91,74 %  |
| російська  | 6,61 %   |
| молдовська | 1,65 %   |